# Corticarina dajozi
Corticarina dajozi is een keversoort uit de familie schimmelkevers (Latridiidae). De wetenschappelijke naam van de soort werd in 1974 gepubliceerd door Colin Johnson en is een verwijzing naar Frans entomoloog Roger Dajoz.